# 法明頓 (康乃狄克州)
法明頓（英語：Farmington）是一個位於美國康乃狄克州哈特福縣的城鎮。

## 地理
法明頓的座標為41°43′40″N 72°50′25″W / 41.72778°N 72.84028°W，而該地的平均海拔高度為49米（即161英尺）。

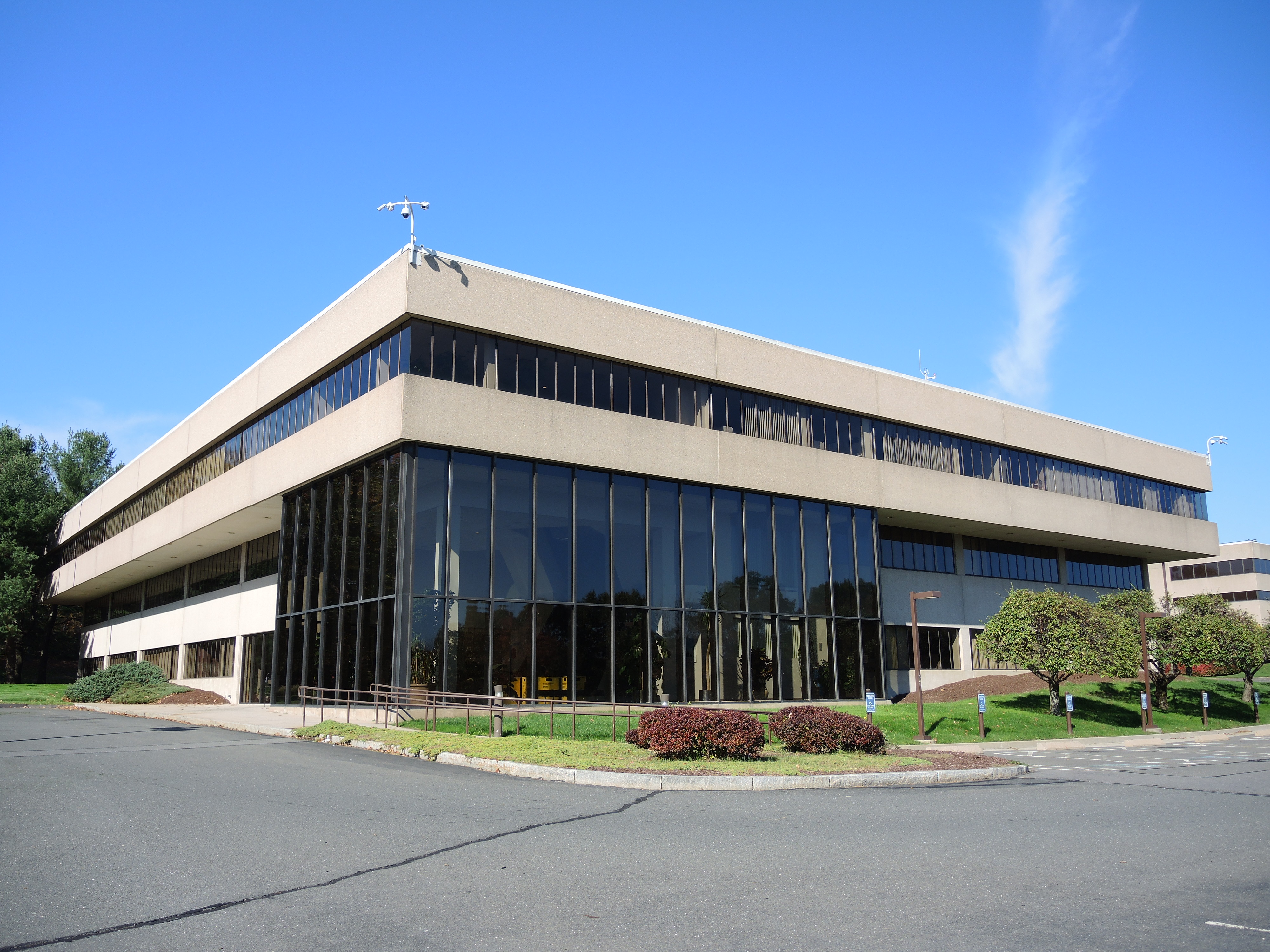
自2015年起，聯合技術公司使用位於法明頓的奥的斯电梯公司前總部作為新的總部辦公室。

## 人口
根據2010年美國人口普查的數據，法明頓的面積為74.50平方千米，當中陸地面積為72.50平方千米，而水域面積為2.00平方千米。當地共有人口25,340人，而人口密度為每平方千米340人。